# Battle Symphony
"Battle Symphony" é uma canção da banda americana de rock Linkin Park. A música é um single promocional e a quarta faixa do sétimo álbum de estúdio da banda, One More Light.  A canção foi disponibilizada em 16 de março de 2017, mas ela foi vazada alguns dias antes.

## Antecedentes
O título "Battle Symphony", foi visto pela primeira vez em uma foto publicada nas histórias do Instagram de Joe Hahn, em 6 de setembro de 2016, em que o guitarrista e compositor Brad Delson, está tocando uma guitarra acústica com o quadro das músicas da banda atrás dele. A banda disponibilizou as letras em Genius.com. Alguns vídeos foram postados nas redes sociais provocando o lançamento da música com poucas peças de clipes. Mike Shinoda fez uma transmissão ao vivo no Instagram para discutir sobre a canção. A produção vocal foi fornecida por Andrew Bolooki.

## Videoclipe
Em 12 de janeiro de 2017, Melissa Fox, uma fotógrafa de Moscou, Rússia, que trabalhava temporariamente em Los Angeles, encontrou com a banda e confirmou que estavam filmando um vídeo musical na 4th Street Bridge. O piloto de BMX, Alfredo Mancuso, também encontrou com a banda no mesmo dia e emprestou seu drone, para que a banda pudessem gravar algumas imagens com ele.
O videoclipe com a sua letra, foi lançado em 16 de março de 2017, foi dirigido por Rafatoon e recebeu 4,8 milhões de visualizações durante a primeira semana no YouTube.
Em 4 de agosto de 2017, o vídeo alcançou mais de 25 milhões de visualizações.

## Performances ao vivo
Embora a versão completa de "Battle Symphony" ainda não tinha sido disponibilizada, Mike e Chester estrearam a música em uma versão de piano em uma aparição promocional em Paris, França, em março de 2017. Em 6 de maio de 2017, a música foi tocada pela primeira vez ao vivo em um show, em sua versão original, no Maximus Festival na Argentina e também no início do "One More Light World Tour".

## Uso na mídia
"Battle Symphony" foi trilha sonora em destaque da abertura dos play-offs da NBA 2017, em um vídeo promocional. Também foi escolhida para fazer parte da trilha sonora do jogo eletrônico de futebol da Konami, Pro Evolution Soccer 2018.

## Desempenho nas tabelas musicais
| Tabela musical (2017)                                   | Melhor posição |
| ------------------------------------------------------- | -------------- |
| Alemanha (Offizielle Deutsche Charts)                   | 95             |
| República Checa (Rádio Top 100)                         | 83             |
| República Checa (Singles Digitál Top 100)               | 27             |
| Eslováquia (Singles Digitál Top 100)                    | 52             |
| Estados Unidos (Billboard Hot Rock & Alternative Songs) | 11             |
| Estados Unidos (Rock Digital Songs)                     | 5              |
| Portugal (AFP)                                          | 71             |
| Suíça (Schweizer Hitparade)                             | 90             |